# Pentaphragma spicatum
Pentaphragma spicatum är en tvåhjärtbladig växtart som beskrevs av Elmer Drew Merrill. Pentaphragma spicatum ingår i släktet Pentaphragma och familjen Pentaphragmataceae. Inga underarter finns listade i Catalogue of Life.